# Ядамсурэн Мордэндэвийн
Ядамсурэн Мордэндэвийн (1904, Улан-Батор, Внешняя Монголия, империя Цин — 1937) — монгольский писатель
, поэт, драматург, государственный и общественный деятель.

## Биография
Родился в семье крестьянина-скотовода в г. Амгаланбатаре (ныне часть Улан-Батора).
В 1928 году окончил Коммунистический университет трудящихся Востока  имени И. В. Сталина в Москве. После возвращения на родину занимал пост заместителя министра юстиции в правительстве МНР и главного прокурора Монголии. В 1930-е годы был председателем Союза писателей Монголии и директором Национального театра.

## Творчество
Дебютировал, как поэт со стихотворением «17-я ячейка Ревсомола», опубликованного в 1930 году. Его рассказ «Набожная старушка и злобный лама» (1934) об изменении в мышлении аратов под влиянием революционной действительности. Морально-этические проблемы поставлены в повести «Три девушки» («Гурван хуухэн», 1936) и лирической повести «Молодая пара» («Залуу хос», 1937).
Автор пьес «Герой Халхи» («Халхын баатар», 1934) о Сухэ Баторе и «За запертой дверью» («Цоожтой хаалганы чанад», 1935) о борьбе с контрреволюционерами.
Автор многих агитационных стихов. Кроме того, писал литературные и художественно-теоретические статьи.
Ядамсурэн Мордэндэвийн первым в Монголии выдвинул лозунг революционного реализма в стране.